# 千枚漬け

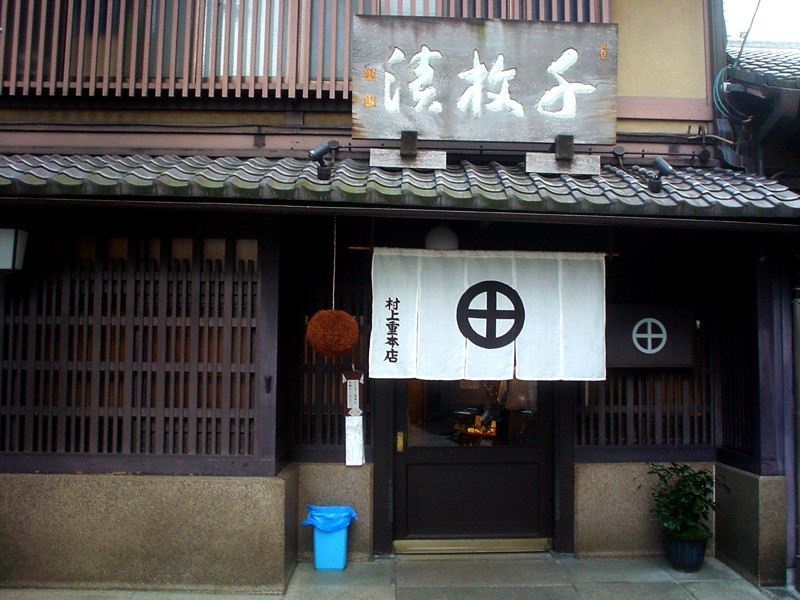
京都に本店を構える老舗漬物屋村上重本店。千枚漬け専門の漬物屋として創業したのが始まり。NHKの連続テレビ小説『 京、ふたり 』の舞台となった店として知られる。

千枚漬（せんまいづけ）は、日本の京都の漬物のひとつで、すぐき漬けや柴漬と共に京都三大漬物とされる。本来は薄切りにした蕪（かぶ）を乳酸発酵させた黄白色の漬物。現代では薄切りにしたカブを酢漬けにした漬物を指す。

## 概要
千枚漬は本来は蕪を乳酸発酵させた漬物で、下漬けした蕪を昆布と少量のみりんで本漬けしたものをいった。しかし、この製法だと白色の蕪が黄白色になり発酵臭が付くなどの問題があったため、酢漬法を用いた白い千枚漬が主流になっている。蕪を薄く切って昆布、唐辛子とともに酢漬けにしたものである。そのため漬物としての保存性は高くなく、要冷蔵で賞味期限も比較的短い。
特に京野菜の聖護院かぶを使った千枚漬が有名。蕪を薄く切り、樽に漬け込む枚数が千枚以上もの枚数である。または蕪を千枚と言えるほど薄く切って作るのが名前の由来と伝えられる。もともと塩漬けして乳酸菌発酵をさせた聖護院蕪の漬物を、御所の料理人であった大黒屋藤三郎が、慶応元年（1865年）に考案したとされる。
聖護院蕪の生産時期（11月 - 翌年3月頃まで）に合わせて「千枚漬」の漬け込みが行われ、販売時期もこの期間に限定される旬の漬物である。京都の冬を代表する漬物であり、「千枚漬｣のほかに「すぐき｣「柴漬」を合わせて京都の三大漬物、京都みやげの一つとなっている。

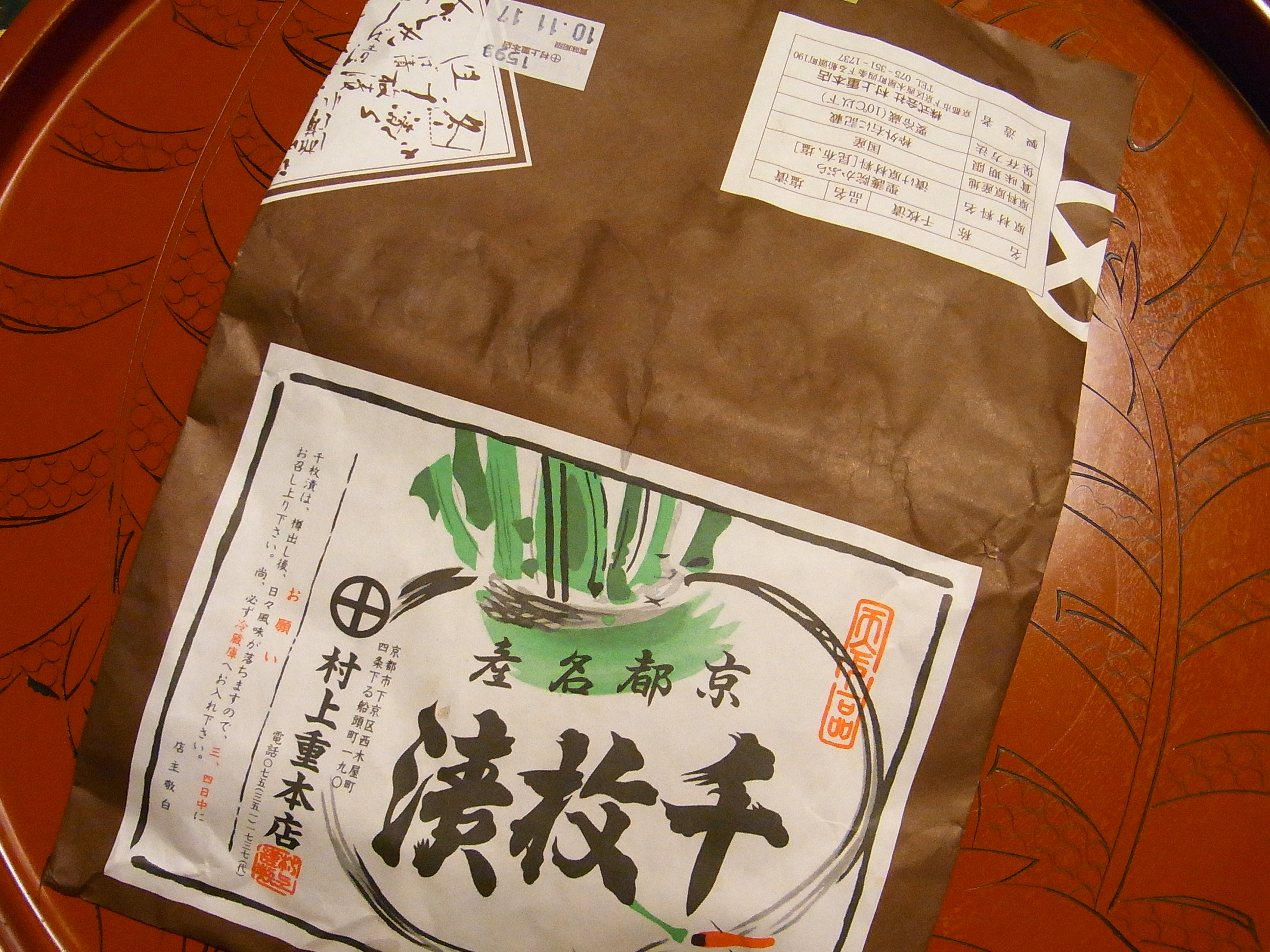
千枚漬けの包装（2010年11月14日撮影）
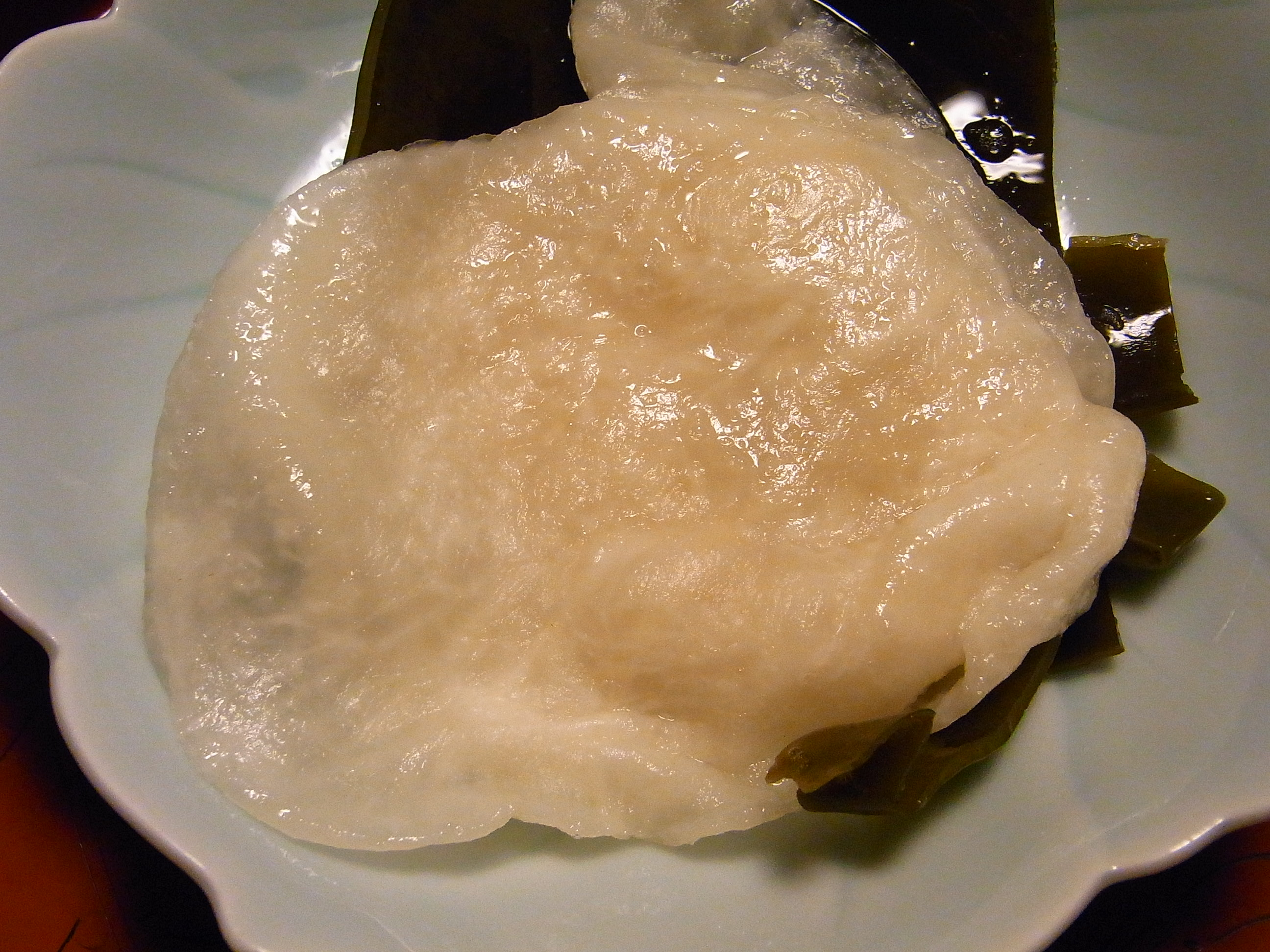
千枚漬け（2010年11月14日撮影）

## 千枚漬と壬生菜
千枚漬を巻いたものを壬生菜で留めたものや壬生菜を芯にして千枚漬を巻いたものなど千枚漬に壬生菜もセットにした商品もある。

## 備考
- 天保年間に初版が刊行された『漬物塩嘉言』ではシソの葉を重ねた味噌漬けが「千枚漬」として紹介されている[6]。